# Goniosaurus
Goniosaurus binkhorsti is een lid van de Plesiosauria dat tijdens het late Krijt leefde in het gebied van het huidige Nederland. Hij is de enige plesiosauriër die uit Nederland benoemd is.
In 1857 wees de amateurpaleontoloog en ex-burgemeester van Meerssen Johannes Theodorus van Binkhorst (na 1868 Van Binckhorst van den Binckhorst) de Duitse paleontoloog Hermann von Meyer op de aanwezigheid in de collectie van Ignaz Beusel van een sauriërtand die gevonden was in de mergel van de St Pietersberg. Die benoemde hij in 1858 als de typesoort Goniosaurus binkhorsti. De geslachtsnaam is afgeleid van het Grieks γωνία, goonia, "hoek", een verwijzing naar het feit dat de verticale groeven of striae van de tand elkaar ontmoeten onder een hoek die naar beneden wijst in plaats van naar boven zoals meestal. De soortaanduiding eert Binkhorst. In 1859 verwees Binkhorst zelf naar de naam. In 1860 publiceerde Von Meyer een meer gedetailleerde beschrijving en die datum wordt meestal aangehouden als jaar van naamgeving.
Het holotype is afkomstig van de Nekumafzetting van de Maastrichtformatie die dateert uit het Maastrichtien. Het heeft geen gepubliceerd inventarisnummer. Het betreft een vijf centimeter lange tand. Binkhorst wees ook een wervel toe uit het Campanien van Folx-les-Caves in België. In 2000 beschreef Eric Mulder tanden en wervels, waaronder tand NHMM 003842, gevonden bij Kunrade. Hierbij ging het om resten van Elasmosauridae.